# První svaté přijímání

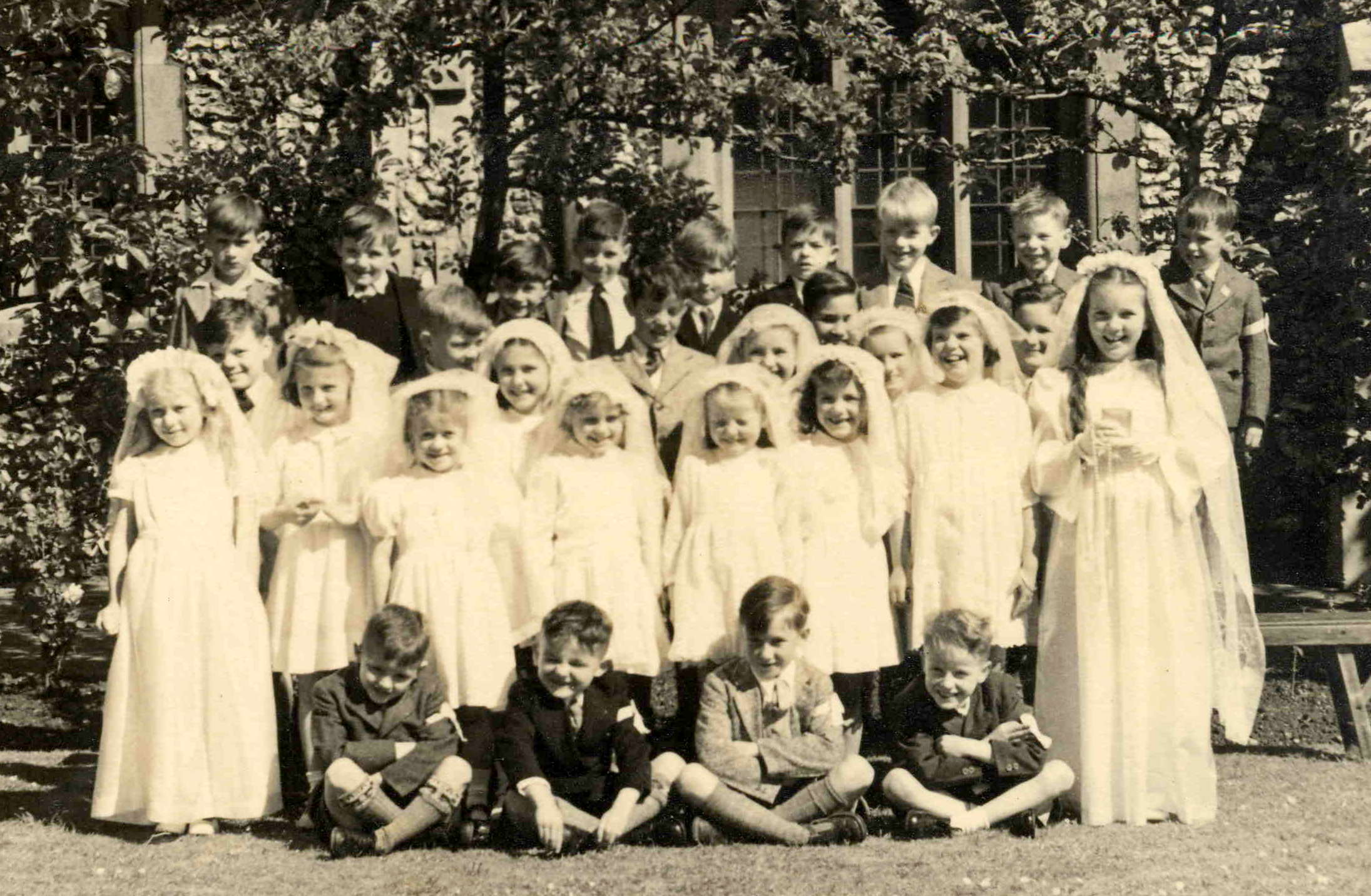
První svaté přijímání v anglickém Swindonu v roce 1949

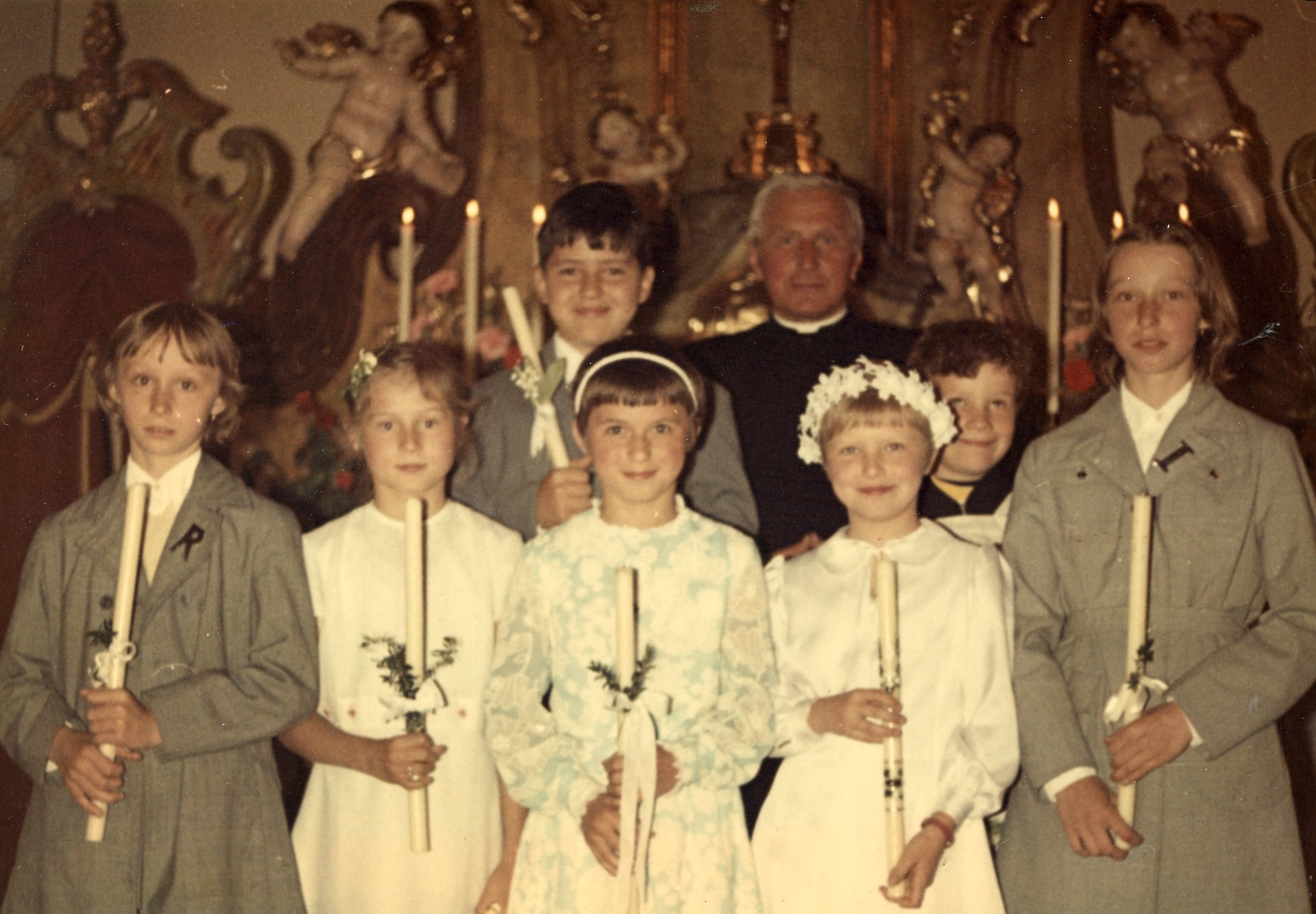
První svaté přijímání v pražském kostele sv. Matěje v roce 1973

První svaté přijímání je křesťanský obřad, během kterého člověk poprvé přijímá eucharistii.
Obvykle probíhá slavnostním způsobem; v pravoslavné a východní pravoslavné církvi, stejně jako ve východních katolických církvích, se první přijímání uděluje v souvislosti se křtem, a to i v případě křtu nemluvňat. V některých denominacích je první přijímání součástí obřadu biřmování v určitém okamžiku dospívání nebo dospělosti.
V církvích, které slaví obřad prvního přijímání oddělený od křtu nebo biřmování, se obvykle vyskytuje ve věku od sedmi do třinácti let. V západní katolické církvi k prvnímu svatému přijímání přistupují děti po zhruba jednoroční katechetické přípravě zpravidla ve věku kolem devíti let. Příprava by měla navazovat na již absolvované vyučování náboženství v délce jednoho či dvou let. První svaté přijímání je organizováno ve farnostech zpravidla jednou ročně v květnu nebo na počátku června. Koná se slavnostním způsobem při nedělní mši za účasti rodičů a kmotrů. Po mši zpravidla následuje společné fotografování, popřípadě oslava. Před prvním svatým přijímáním (často právě den před ním) přicházejí budoucí prvokomunikanti ke své první zpovědi. V katolické církvi je věřící, který již přijal první svaté přijímání, povinen přistoupit alespoň jednou ročně ke svátosti smíření.